# Seznam madžarskih svetnikov
Seznam madžarskih svetnikov zajema ogrske in madžarske svetnike, blažene in častitljive, ki so madžarskega porekla ali pa so z madžarsko zgodovino povezani.

## Svetniki
- Sveti Adalbert Praški (=Vojteh, Albert, Albreht *ok. 950 † 997) [1]
- Sveti Andrej Svorad (*? †ok. 1010)
- Sveti Benedikt Skalski (*? †ok. 1013)
- Sveti Emerik kraljevič (*ok. 1007 †1031)
- Sveti Štefan Ogrski (*670 †1038)[2]
- Sveti Astrik (*? †ok.1036)
- Sveti Gunter (*ok.955 †1045)
- Sveti Gerard (*ok. 980 †1046)
- Sveti Bistrik (*? †1046)
- Sveta Marjeta Škotska (1047–1093)[3]
- Sveti Ladislav Ogrski (*ok. 1040 †1095)[4]
- Irena Ogrska (tudi: Priska; Piroška Ogrska; Irena Bizantinska, cesarica) (1080–1143)
- Sveti David Škotski (1084–1153)
- Sveta Elizabeta Ogrska (1207–1231)[5]
- Sveta Marjeta Ogrska (1242–1270)[6]
- Sveta Neža Praška (1205–1282)[7]
- Sveta Kinga Ogrska (=Kunigunda, 1224–1292)
- Sveti Ludvik Tuluški (=Ludvik Anžujski 1275–1297)[8]
- Sveta Elizabeta Portugalska (1277–1336)[9]
- Sveta Hedvika, poljska kneginja (1373–1399)[10]
- Sveti Janez Kapistran (1386–1456)[11]

skupaj in posamezno:
- Sveti Košički mučenci Marko, Štefan in Melhior (1588–1619), (1584–1619), (1582–1619)[12]
- Sveti Marko Križevčan (Kőrösi Márk 1388–1619)[13]
- Sveti Štefan Pongrac (Pongrácz István 1384–1619)[14]
- Sveti Melhior Grodecki (Grodecz Menyhért 1582–1619)[15]

## Blaženci
- Blaženi Sebastijan  (*ok. 950 † 1007)
- Blažena Gizela [16] (*ok. 980 †ok.1060)
- Blaženi Maver (Boldog Mór *ok. 1000 †ok. 1070)
- Blaženi Pavel Ogrski (Magyar Boldog Pál *ok. 1180 †1241)
- Blaženi Buzád Bánfi (*ok.1200 †1243)[17]
- Blaženi Evzebij Estergomski (madž.: Esztergomi Boldog Özséb, slovaško: Eusébius Ostrihomský *ok. 1200 †1270)
- Blažena Helena Ogrska  (madž.:  Ilona *1200/1220  †ok. 1270)
- Blažena Jedert  (Gertruda, Jera, madž.: Gertrúd 1227-1297)
- Blažena Jolanda (madž.: Árpád-házi Boldog Jolán *1235/39 †1298)
- Blaženi Mavricij (madž.: Boldog Csák Móric)[18](*ok. 1270 †1336)
- Blaženi Ladislav Bátori (madž.: Báthory László, pálos szerzetes)[19] (*ok. 1420 †1456, ali po 1484)
- Blaženi Pelbárt Temišvarski [20](madž.: Boldog Temesvári Pelbárt *ok. 1435 †1504)
- Blaženi Karel Habsburški  (madž.: Boldog IV. Károly király 1887 – 1922)
- Blaženi Ladislav Batthyány-Strattmann (madž.: Batthyány-Strattmann László 1870 – 1931)
- Blažena Sara Salkaházi (madž.: Salkaházi Sára 1899 – 1944)
- Blaženi Vilmos Apor (madž.: Apor Vilmos 1892 – 1945)
- Blaženi Tódor Romzsa (madž.: Romzsa Tódor 1911 - 1947)
- Blaženi Zoltán Meszlényi (madž.: Meszlényi Zoltán 1892 - 1951)
- Blaženi Szilárd Bogdánffy  (madž.:  Bogdánffy Szilárd 1911-1953)
- Blaženi Johann Scheffler (madž.: Scheffler János 1887 – 1952)
- Blaženi István Sándor SDB (madž.: Sándor István szerzetes 1896 – 1980)

## Častitljivci
- Sándor Bálint  (1904 – 1980) [21]
- Marija Magdalena Bódi (1921 – 1945) [22]
- Marija Marjeta Bogner (1905-1933) [23]
- János Brenner (1931-1957) [24]
- Aleksander Hira (1897 – 1983)[25][26]
- György Csepellényi   (1626-1674)
- Vendelin Endrédy (1895 -1981) [27]
- Albert Györgypál (1914 - 1947)[28]
- István Kaszap (1916 – 1935) [29]
- Didák Kelemen (1683 – 1744) [30]
- Ferenc Kucsera (1892 – 1919) [31]
- Marton Boldizsár Marcel cist. (1887 – 1966) [32]
- Áron Márton (1896-1980)[33][34]
- Marija Marjeta Mester (1906 – 1961)[35]
- Jožef Mindszenty (=József Pehm 1892-1975) [36]
- Jožef Vandor SDB (=József Wech 1919-1979) [37][38][39][40][41][42][43]